# Revuetheater Alhambra
Das Revuetheater Alhambra (später Alhambra-Excelsior) war ein rumänisches Revuetheater, das in der Zwischenkriegszeit in Bukarest existierte. Gegründet wurde es im Herbst 1930 von Nicușor Constantinescu, Nicolae Vlădoianu und Ion Vasilescu, allesamt ehemalige Mitarbeiter des von dem Schauspieler Constantin Tănase geleiteten Theaters „Cărăbuș“. Der Sitz befand sich zunächst in der Sărindar-Straße (heute Constantin Mille), auf dem Gelände des heutigen Teatrul Mic in Bukarest, und dann ab 1936 im Gebäude des heutigen Teatru de Comedie. In den Sommermonaten fanden die Aufführungen im „Alhambra“ im Colos-Garten an der Calea Victoriei statt. Das Theater schloss seine Pforten im Jahr 1940.

## Aktivitäten
Für die Gründung des neuen Theaters waren sowohl künstlerische als auch finanzielle Gründe ausschlaggebend. Einerseits waren Constantinescu und Vlădoianu unzufrieden mit der Art und Weise, wie die Aufführungen von Tănase zusammengestellt waren, denen es an erzählerischer Einheit fehlte und die sich musikalisch gesehen ausschließlich auf importierte westliche Balladen stützten. Die finanziellen Argumente basierten auf der Tatsache, dass das „Cărăbuș“-Theater nur während des Sommers in Betrieb war und seine Mitarbeiter gezwungen waren, während des Jahres andere Verträge zu finden; das neue „Alhambra“-Theater hingegen sollte eine volle Spielzeit haben.
Der erste große Erfolg des neu gegründeten Theaters fand im Sommer 1931 im Colos-Garten statt, wo die Galerie durch das Lied „Suflet candriu de papugiu“ stark beeindruckt war und frenetisch applaudierte und mit den Schauspielern auf der Bühne mitsang.

### Repertoire
Einer der Wünsche der Theaterleitung war es, ein originelles, lokales Liedrepertoire zu propagieren, das mit den ausländischen Liedern in den Vorstellungen anderer Revuegesellschaften des Landes konkurrieren sollte. Zu diesem Zweck wurde der junge Komponist Vasilescu, ein ehemaliger Mitarbeiter des Ehepaars Constantinescu-Vlădoianu am „Cărăbuș“-Theater, engagiert, der bis zu seiner Ankunft im „Alhambra“ keine Gelegenheit gehabt hatte, sich als Liedermacher zu profilieren. Die ersten Spielzeiten des Theaters in der Sărindar-Straße basierten jedoch nur zum Teil auf original rumänischen Kreationen. Erst im November 1933 bot das Theater mit „Inimi de ciocolată“ dem Publikum ein vollständig von Ion Vasilescu komponiertes Originalrepertoire. In dieser Spielzeit begann das Theater auch, mit anderen Komponisten zusammenzuarbeiten, so erschienen Lieder von Ionel Fernic, Gerd Wilnow und Gherase Dendrino; später, im Jahr 1937, wurde der Komponist Claude Romano (Pseudonym des Musikwissenschaftlers George Sbârcea) von Nicușor Constantinescu als zweiter Komponist des Theaters eingestellt.
Nachdem er sich als Autor von Schlagern im Stil apusischer Lieder, Foxtrotts, Tangos, Walzer usw. – etabliert hatte, versuchte Vasilescu, einen nationalen Stil im Geiste der rumänischen Folklore und Volksmusik zu schaffen. Die erste Show, der es gelingt, solche Kreationen als Slams durchzusetzen, erscheint Ende 1934: Fata șefului de gară (mit dem Untertitel Alhambra filmează); das Glanzstück der Revue heißt „Cântă-mi să uit dragostea“. (Der große Erfolg, der damit erzielt wurde, veranlasste die Leitung des Theaters, das Stück in der folgenden Spielzeit in der Revue Eine Hochzeit im Alhambra wieder aufleben zu lassen.) In Die Tochter des Bahnhofsvorstehers spielte die Sängerin Elena Zamora die Hauptrolle, die eine schwierige Partitur erhielt, die ihren technischen Möglichkeiten entsprach. Das Stück enthält auch ein Lied, diesmal einen Tango: „Wollen wir uns am Samstagabend treffen?“.

### Neues Gebäude
Im September 1936 zog das Theater in den Excelsior-Saal (der zu diesem Anlass grundlegend umgebaut wurde) in der Bălăceanu-Straße, der heutigen St. Dumitru-Straße, um. Gleichzeitig änderte die Einrichtung ihren Namen in Alhambra-Excelsior-Theater für Revue-Operette. Die neue Spielzeit wird mit der Revue 101 Alhambra Melody (vollständiger Name Alhambra-Excelsior mit 101 Liedern) eröffnet, die dem Theater seinen bisher größten Erfolg beschert, ein neues Lied im rumänischen Stil von Vasilescu, "Glasul roților de tren". Das Lied, das von der Schauspielerin Agnia Bogoslava-Zirra auf der Alhambra-Bühne vorgestellt wurde, wurde bald von zahlreichen Orchestern des Landes aufgegriffen und zu einer Art Besessenheit". Seine Popularität spiegelt sich übrigens in dem Couplet "Der Mann, der verrückt wurde, als er 'Die Stimme der Eisenbahnräder' hörte" wider, das Eugen Mirea für eine zukünftige Aufführung des Theaters Super Alhambra schrieb.
In der Saison 1937–1938 erschien die Zeitschrift Alhambra International Exhibition, deren Titel sich auf die Internationale Ausstellung für Kunst und Technik bezog, die zu dieser Zeit in Paris stattfand. Im Sommer 1938 hatte Nicolae Vlădoianu die Idee, Maria Tănase, die damals nur durch Radioauftritte in Folkloresendungen bekannt war, zu einer künftigen Ausstellung einzuladen. Die Sängerin erklärte sich bereit, einige Stücke aus ihrem Repertoire vorzutragen, allerdings unter der Bedingung, dass sie auf der Bühne von einer Blaskapelle und nicht von einem Orchester begleitet würde; zwei Stücke der Unterhaltungsmusik wollte sie nicht spielen. Vasilescu und die Textdichter Nicu Kanner und Eugen Mirea erhalten jedoch den Auftrag, die beiden Stücke für Maria Tănases Nummer zu schreiben. Sie heißen „Mi-am pus-am busuioc în păr“ und „Habar n-ai tu“ (das erste im volkstümlichen Stil, das zweite, langsamer Fuchs); die Sängerin lernt sie mit Begeisterung und sie sind ein großer Erfolg bei der Premiere der Show, die den Titel Constelația Alhambra trägt. Die Erfahrung der Wiederbelebung führt dazu, dass sie in den folgenden Jahren wieder auf die Bühne zurückkehrt – wenn auch nicht in „Alhambra“, so sucht sie doch wieder die Zusammenarbeit mit Ion Vasilescu.

### Ausrichtung und Auflösung
Das erste Mal, dass im Alhambra eine Operette aufgeführt wurde, war 1935 mit Johann Strauss’ An der schönen blauen Donau. Obwohl mit dem Wechsel der Spielstätte im September 1936 auch die Neuprofilierung des Alhambra als Revue- und Operettentheater einherging, gab es in der ersten neuen Spielzeit keine Operettenaufführung; erst Ende 1937 wurde Drei Walzer aufgeführt, die rumänische Version einer sehr erfolgreichen französischen Produktion, Trois valses.
1940 stellt eatrul seine Tätigkeit ein. Das Gebäude wurde später für verschiedene kulturelle Aktivitäten wie Castings und Unterhaltungskonzerte vermietet.
| Premiere           | Ort                                      | Stück                                        | Komponist     | Librettist                                       |
| ------------------ | ---------------------------------------- | -------------------------------------------- | ------------- | ------------------------------------------------ |
| vara lui 1931      | Parada Colos                             | Suflet candriu de papugiu                    | Ion Vasilescu | N. Constantinescu, N. Vlădoianu und N. Kirițescu |
| oct. 1932          | Trăiască Alhambra                        | Ar fi frumos ca în povești                   | I.V.          | indisp.                                          |
| oct. 1932          | Trăiască Alhambra                        | Inima e un telefon                           | I.V.          | indisp.                                          |
| febr. 1933         | Alhambra în carnaval                     | Te-am așteptat plângând                      | I.V.          | N.C., N.V. și P. Andreescu                       |
| oct. 1933          | Alhambra iubește                         | Azi noapte te-am visat                       | I.V.          | N.C. și N.V.                                     |
| oct. 1933          | Alhambra iubește                         | Departe                                      | I.V.          | indisp.                                          |
| oct. 1933          | Alhambra iubește                         | Minți                                        | I.V.          | indisp.                                          |
| oct. 1933          | Alhambra iubește                         | Telefonul salvator                           | I.V.          | indisp.                                          |
| nov. 1933          | Inimi de ciocolată                       | Cuvinte de amor                              | I.V.          | N.C. und N.V.                                    |
| nov. 1933          | Inimi de ciocolată                       | Două inimi de ciocolată                      | I.V.          | N.C. und N.V.                                    |
| nov. 1933          | Inimi de ciocolată                       | Fetițele din București                       | I.V.          | N.C. und N.V.                                    |
| nov. 1933          | Inimi de ciocolată                       | Ia din viață ce-i frumos                     | I.V.          | N.C. und N.V.                                    |
| nov. 1933          | Inimi de ciocolată                       | Ieri la întâlnire                            | I.V.          | N.C. und N.V.                                    |
| nov. 1933          | Inimi de ciocolată                       | Să-mi cânți un cântec de iubire              | I.V.          | N.C. und N.V.                                    |
| 25 dec. 1933       | Alhambra guvernează                      | Pentru tine am plâns                         | I.V.          | N.C. und N.V.                                    |
| 25 dec. 1933       | Alhambra guvernează                      | Trurli, Trurli                               | V. Vasilache  | Nicolae Stroe                                    |
| primăvara lui 1934 | Alhambra record                          | Nu mă uita                                   | I.V.          | N.C. und N.V.                                    |
| sept. 1934         | Alhambritta                              | Adio                                         | I.V.          | N.C. und N.V.                                    |
| sept. 1934         | Alhambritta                              | Poveste de amor                              | I.V.          | indisp.                                          |
| nov. 1934          | Fata șefului de gară (Alhambra filmează) | Cântă-mi să uit dragostea                    | I.V.          | N.C. und N.V.                                    |
| nov. 1934          | Fata șefului de gară (Alhambra filmează) | Noapte bună, Mimi                            | I.V.          | N.C. și N.V.                                     |
| nov. 1934          | Fata șefului de gară (Alhambra filmează) | S-a dus dragostea                            | V. Vasilache  | N. Stroe                                         |
| nov. 1934          | Fata șefului de gară (Alhambra filmează) | Tu, tu, tu                                   | I.V.          | N.C. und N.V.                                    |
| nov. 1934          | Fata șefului de gară (Alhambra filmează) | Una-i în întreaga țară                       | I.V.          | N.C. und N.V.                                    |
| nov. 1934          | Fata șefului de gară (Alhambra filmează) | Un suflet trudit                             | I.V.          | N.C. und N.V.                                    |
| nov. 1934          | Fata șefului de gară (Alhambra filmează) | Vrei să ne-ntâlnim sâmbătă seară?            | I.V.          | N.C. und N.V.                                    |
| 1935               | Alhambra cucerește                       | Am cântat la geam aseară                     | I.V.          | indisp.                                          |
| sept. 1935         | O nuntă la Alhambra                      | La fereastra unde doarme o pisică            | I.V.          | indisp.                                          |
| sept. 1935         | O nuntă la Alhambra                      | Păcat, fetițo dragă                          | I.V.          | indisp.                                          |
| sept. 1935         | O nuntă la Alhambra                      | Yu! e melodia fermecată                      | I.V.          | indisp.                                          |
| 1936               | Alhambruna nebuna                        | Bucureștiul meu iubit                        | I.V.          | indisp.                                          |
| 1936               | Alhambruna nebuna                        | Să nu ne pierdem vremea supărați             | I.V.          | indisp.                                          |
| sept. 1936         | 101 Alhambra Melody                      | Decât să ai o fată mare                      | I.V.          | indisp.                                          |
| sept. 1936         | 101 Alhambra Melody                      | Fiecare fată are secretul ei                 | I.V.          | indisp.                                          |
| sept. 1936         | 101 Alhambra Melody                      | Glasul roților de tren                       | I.V.          | N.C. și N.V.                                     |
| sept. 1936         | 101 Alhambra Melody                      | Hai acasă, puișor                            | I.V.          | N.C. și N.V.                                     |
| sept. 1936         | 101 Alhambra Melody                      | Mai dă-mi o halbă blondă                     | Gerd Wilnow   | indisp.                                          |
| sept. 1936         | 101 Alhambra Melody                      | Mi-ai cerut de doi lei floricele             | I.V.          | Eugen Mirea                                      |
| sept. 1936         | 101 Alhambra Melody                      | Te-am înșelat și-mi pare rău                 | I.V.          | indisp.                                          |
| dec. 1936          | Marea ducesă de Alhambra                 | Spune-mi unde, când și cum                   | I.V.          | E. Mirea                                         |
| 1937               | Super Alhambra                           | Ce știi tu ce-i dragostea (Să vie pompierii) | I.V.          | N.C. und N.V.                                    |
| 1937               | Super Alhambra                           | Ionel, Ionelule                              | Claude Romano | N.C. und N.V.                                    |
| oct. 1937          | Expoziția internațională Alhambra        | Cel mai frumos tango din lume                | I.V.          | indisp.                                          |
| oct. 1937          | Expoziția internațională Alhambra        | Ce-o să zică lumea                           | I.V.          | indisp.                                          |
| oct. 1937          | Expoziția internațională Alhambra        | Hai să-ți arăt Bucureștiul noaptea           | I.V.          | N.C. und E. Mirea                                |
| dec. 1937          | Trei valsuri                             | La revedere, Viena                           | I.V.          | —                                                |
| 1938               | Alhambra Palace                          | Ascultă ce-ți șoptește la ureche dragostea   | I.V.          | indisp.                                          |
| sept. 1938         | Constelația Alhambra                     | Habar n-ai tu                                | I.V.          | E. Mirea und I.V.                                |
| sept. 1938         | Constelația Alhambra                     | Inelul de logodnă                            | I.V.          | E. Mirea                                         |
| sept. 1938         | Constelația Alhambra                     | Mi-am pus busuioc în păr                     | I.V.          | Nicu Kanner / N.V.                               |
| sept. 1938         | Constelația Alhambra                     | Tango miraj                                  | I.V.          | indisp.                                          |